# Славский Успенский монастырь
Славский Успенский монастырь (рум. Mănăstirea Uspenia) — мужской старообрядческий монастырь Славской епархии Русской православной старообрядческой церкви в Румынии в 4 км от села Слава-Русэ.

## История
Первые иноки поселились на этом месте в период 1680—1769 годов; здесь была построена Успенская обитель. Первым священником монастыря был священноинок Евфросин; после его кончины в монастыре не было священнослужителей до 1846 года — времени поставления первого митрополита Белокриницкого Амвросия (Папагеоргопулоса).
Митрополит Амвросий после постановления архиепископа Аркадия I провозгласил Славский монастырь местонахождением Славской архиепископии, просуществовавшей до архиепископа Иринарха, после которого она становится вновь епископией.

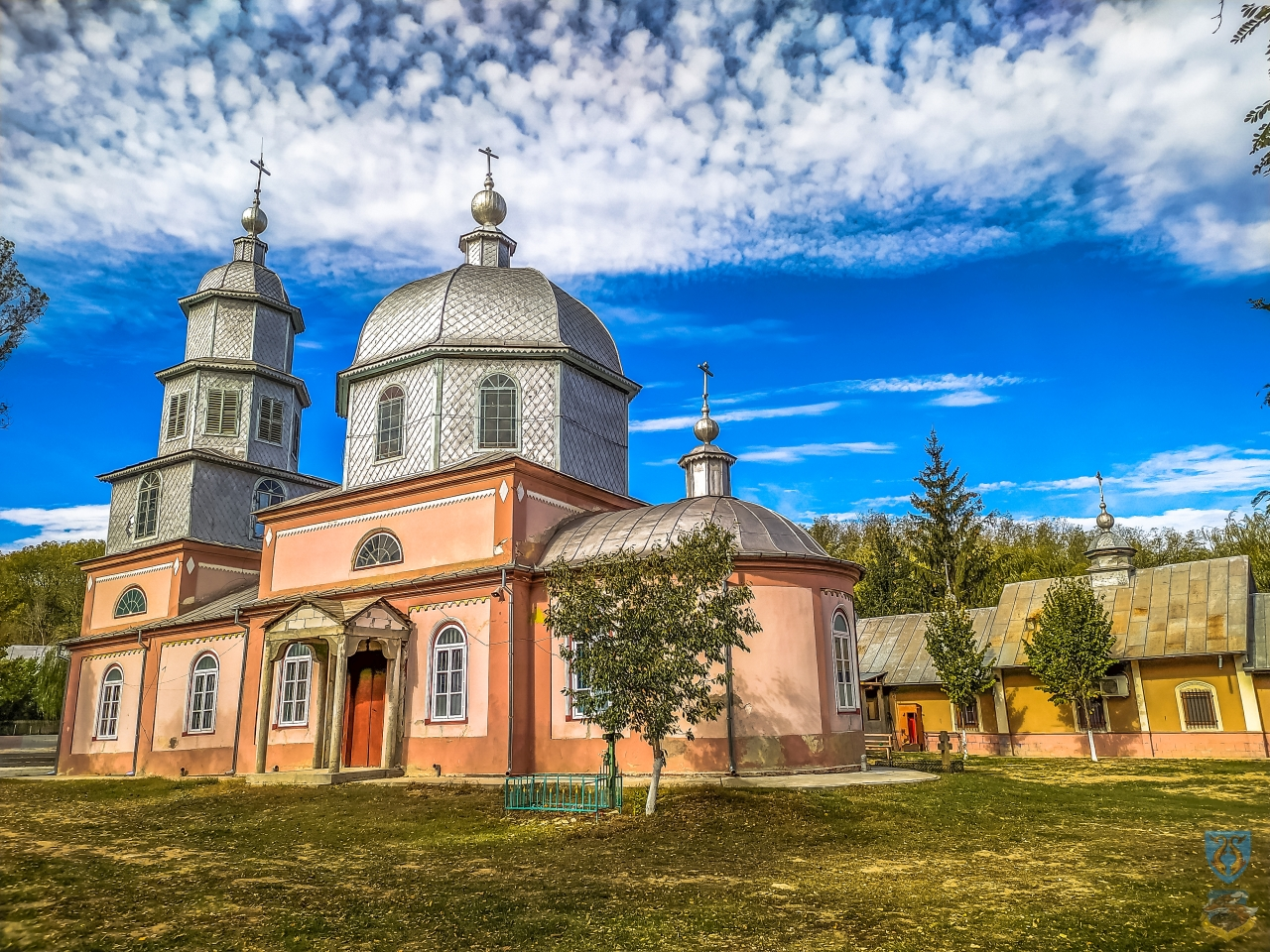
Успенский собор монастыря

В монастыре две церкви: большая — в честь Успения Пресвятой Богородицы, освящённая в 1883 году архиепископом Иринархом. Вторая церковь — малая (зимния) церковь в честь Свв. Архангелов Михаила и Гавриила, освящённая в 1860 году митрополитом Кирилом (Тимофеевым) и епископом Славским Аркадием (Шапошниковым).
Коммунистические власти Румынии притесняли монастырь: отобрали землю, несколько раз выселяли живущих, держали всё под своим жестким контролем, требовали вешать портреты Чаушеску, и не разрешали постригать молодых иноков. К концу 80-х здесь проживали только два насельника, но после смены режима ситуация быстро исправилась.
В монастыре находятся мощи святых мучеников Дады, Гавведае, Каздое и Гаргала, детей и родственников царя Сампория из Персии (память 29 сентября (12) октября).

## Настоятели
1. Аркадий (Дорофеев), архиепископ (1848 — ?)
2. Аркадий (Шапошников), епископ (1855 — 11 ноября 1868)
3. Иринарх, архиепископ (26 августа 1869 — 5 апреля 1905)
4. Леонтий, епископ (26 февраля 1906 — 2 февраля 1921)
5. Никодим (Федотов), митрополит (февраль 1921 — 15 октября 1926)
6. Саватий, епископ (26 июня 1927 — 15 августа 1951)
7. Владимир (Иванов), епископ (15 августа 1951—1957)
8. Иоасаф (Тимофей), епископ (23 марта 1958—1960)
9. Амвросий (Анисим), епископ (15 августа 1960 — 7 января 1981)
10. Леонид (Самуилов), епископ (12 октября 1981 — 5 июня 2000)
11. Флавиан (Федя), архиепископ (с 2000 года)